# Mystic & Secret
Mystic & Secret – pierwszy z serii albumów wchodzących w skład cyklu Mystic & Secret, wydany w 2010 roku. To pierwsza polska kompilacja, która łączy ze sobą stylistykę new age, chillout, world music i pop. Na liście wykonawców znaleźli się m.in. Era, Sarah Brightman, Schiller, Bliss, Enigma, Mystic Diversions, Talvin Singh czy Natacha Atlas. Wyboru utworów dokonał Mikołaj Florczak i Witold Karolak.

## Lista utworów

### CD1
1. Era - Sombre Day - 3:41
2. Sherrie Lea - No Ordinary Love (Arnold T Chill Mix) - 5:52
3. Bliss - Kissing - 6:02
4. Schiller (feat. Anggun) - Blind - 4:50
5. Pochill – Violet Theme (Original Mix) – 6:06
6. Roebeck – 1000 Miles - 4:27
7. Sarah Brightman - So Many Things - 2:56
8. Riccardo Eberspacher (feat. Maria Teresa) - Mi Amor - 4:30
9. Bebel Gilberto - Secret (Secreto) - 3:33
10. Wasis Diop - Everything (...Is Never Quite Enough) - 4:31
11. Enigma – Je T'aime Till My Dying Day - 4:14
12. Gauzz – I Don't Want You (Afterlife Remix) - 5:08
13. Max Melvin - Slowburn - 6:59

### CD 2
1. J.Viewz - Protected - 3:44
2. Bliss - So Still - 4:16
3. James Bright - By Your Side - 5:30
4. Therese – Shed My Skin (Out Of Sight Chill Mix) - 5:36
5. Ganga - Sweet Morning - 4:47
6. Mystic Diversions (feat. Mario Puccioni) – Angel Soul - 5:50
7. Natacha Atlas – When I Close My Eyes - 4:32
8. Kenneth Bager (feat. Camilla Munck) - Speak My Name - 5:53
9. Talvin Singh – Traveller (Kid Loco's Kid Loco's Once Upon A Time In The East Mix) - 5:45
10. Al-Pha-X – Speak Out (Al-Pha-X Remix) - 3:54
11. Bird - Diep - 3:41
12. Riccardo Eberspacher - Osiride - 5:26
13. Jam & Spoon (feat. Dolores O’Riordan) - Mirror Lover - 6:24